# Любовідз (гміна)
Гміна Любовідз (пол. Gmina Lubowidz) — місько-сільська гміна у центральній Польщі. Належить до Журомінського повіту Мазовецького воєводства.
Станом на 31 грудня 2011 у гміні проживало 7159 осіб.

## Площа
Згідно з даними за 2007 рік площа гміни становила 190.81 км², у тому числі:
- орні землі: 59.00%
- ліси: 36.00%

Таким чином, площа гміни становить 23.70% площі повіту.

## Населення
Станом на 31 грудня 2011:
| Опис     | Загалом | Загалом | Чоловіки | Чоловіки | Жінки | Жінки |
| -------- | ------- | ------- | -------- | -------- | ----- | ----- |
| одиниця  | осіб    | %       | осіб     | %        | осіб  | %     |
| все      | 7159    | 100     | 3478     | 48.58    | 3681  | 51.42 |
| міське   | 0       | 100     | 0        |          | 0     |       |
| сільське | 7159    | 100     | 3478     | 48.58    | 3681  | 51.42 |

## Сусідні гміни
Гміна Любовідз межує з такими гмінами: Ґужно, Журомін, Кучборк-Осада, Лідзбарк, Лютоцин, Скрвільно, Шведзебня.